# Fantasma de Cock Lane

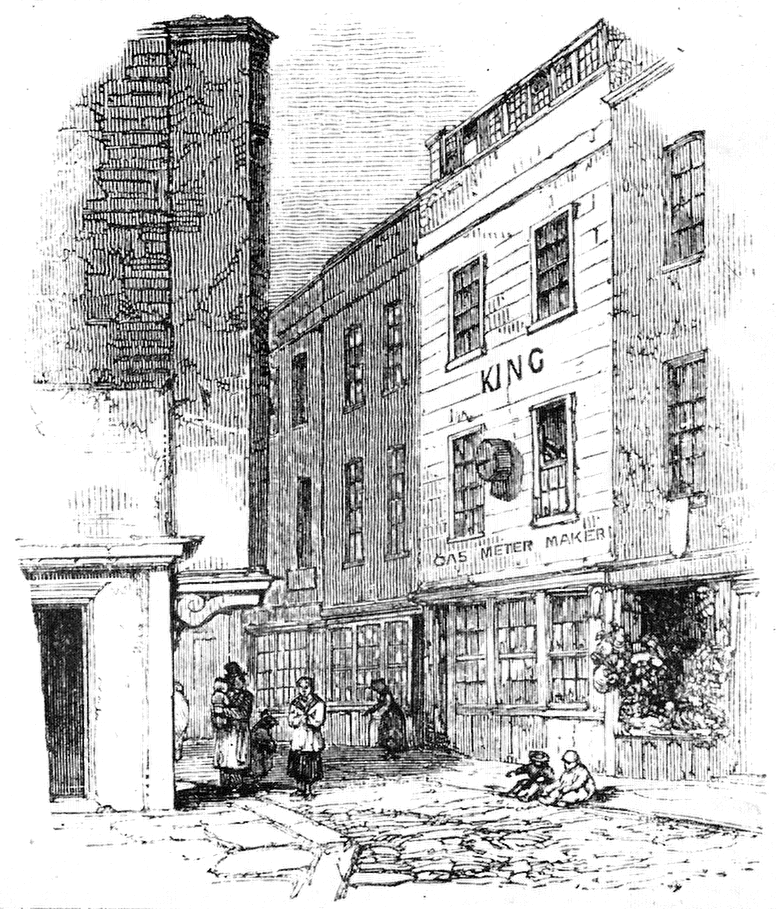
Una ilustración del de Cock Lane.

El fantasma de Cock Lane fue una supuesta manifestación fantasmal que atrajo la atención del público en Inglaterra en 1762. Se localizaba en un apartamento en Cock Lane, en un camino adyacente al mercado de Londres y tan sólo a unos minutos a pie de la catedral de San Pablo. El evento se centró principalmente en tres personas: William Kent, un usurero de Norfolk; Richard Parsons, un sacristán, y la hija de los Parsons, Elizabeth.   
Después de la muerte que sufrió al momento de dar a luz la esposa de William Kent, Elizabeth Lynes, este se involucró sentimentalmente con la hermana de la difunta, Fanny (Frances Lynes). La ley de la iglesia anglicana impedía a la pareja contraer matrimonio, y fue por eso que ellos eligieron mudarse a Londres y hospedarse en una casa en Cock Lane, propiedad de los Parsons. 
El dominio se volvió popular debido a los múltiples reportes de los inquilinos sobre extraños golpeteos y rasguños en las puertas, además de apariciones fantasmales.
Aunque muchos de los reportes pararon una vez que la pareja se mudó de Cock Lane, poco después de la muerte de Fanny por viruela, los Parsons reclamaron que el fantasma de Fanny se manifestaba en su propiedad y luego que este aparecía frente a Elizabeth Parsons, hija del propietario. Algunos espiritistas trataban de determinar los motivos de “los rasguños de Fanny” (manera en la que también fue apodado el fantasma debido al ruido), y Cock Lane se volvió una atracción en la que muchas personas estaban interesadas en entrar y presenciar al fantasma por sí mismos. 
Según los reportes el fantasma apareció y le dijo a Elizabeth que Fanny había sido envenenada con arsénico, volviendo a Kent el primer sospechoso de ser el asesino. 
Una comisión, cuyos miembros incluían a Samuel Johnson, concluyeron que la supuesta aparición era un fraude, e investigaciones profundas probaron que la estafa había sido realizada por Elizabeth Parsons, bajo petición de su padre. Los responsables fueron encontrados y encarcelados; Richard Parsons fue sentenciado a dos años de prisión. 
El fantasma de Cock Lane se volvió el centro de una controversia entre los metodistas y la iglesia anglicana, y es usado frecuentemente en la literatura contemporánea. Charles Dickens es uno de los autores victorianos cuyo trabajo alude a la historia. El escritor satírico ilustrado, William Hogarth, se refirió al fantasma en dos de sus pinturas. Herman Melville lo nombra en el capítulo 69 de Moby Dick.

## Antecedentes
Entre los años 1756 y 1757  William Kent, un usurero de Norfolk, contrajo matrimonio con Elizabeth Lynes, hija de un almacenero de Lyneham, Wiltshire. Se mudaron hacia Stoke Ferry donde Kent tenía una posada y más tarde, una oficina de correos local. La pareja a la vista del público era amorosa, pero el matrimonio no duró mucho tiempo debido a la muerte de su esposa en el parto. Su hermana Frances, conocida como Fanny, se había mudado con la pareja durante el embarazo de Elizabeth para cuidar de la casa y del bebé en el momento en que naciera. Cuando el hijo nació, este no vivió por mucho tiempo, y en lugar de irse, Fanny se quedó para cuidar de la casa y de William.
Poco tiempo después comenzaron una relación, pero la ley de la iglesia impedía que pudieran contraer matrimonio. Kent, al buscar en Londres ayuda acerca de cómo casarse con Fanny, supo que al haber tenido su difunta esposa un hijo que vivió al menos una temporada de tiempo, la unión con Fanny era imposible. En enero de 1759, dejó el servicio postal y también a Fanny para mudarse a Londres, en un intento de “adquirir un lugar en alguna oficina pública” y con la esperanza de que “el negocio eliminaría la pasión que desafortunadamente se desarrolló entre ellos”. Mientras tanto, Fanny se quedó con uno de sus hermanos en Lyneham.
A pesar de la desaprobación de la familia acerca de su relación, Fanny comenzó a escribir y enviar cartas de amor a Kent, “llenas de promesas que repetidamente hablaban acerca de pasar toda la vida juntos”. Eventualmente, Kent le permitió a ella mudarse junto a él en una propiedad cerca de Londres, en el este de Greenwich. Ambos decidieron vivir juntos como marido y mujer, haciendo promesas entre ellos y esperando seguir con total discreción su relación, la cual no fue contada a los familiares de Fanny. La pareja se mudó cerca de la mansión de Londres, pero el propietario al enterarse de la relación que Fanny llevaba con Kent por parte de la familia de ella, se negó a regresarle una prestación que Kent le había hecho (alrededor de £20).  En respuesta, Kent mandó a que fuese arrestado.
Atendiendo las oraciones temprano en la mañana en la iglesia de San Pablo, Richard Parsons conoció a William Kent y Fanny. Aunque Richard era comúnmente considerado respetable, en su vecindario era conocido como un alcohólico que tenía problemas para mantener a su familia. Él escuchó los problemas de la pareja y les ofreció uno de los alojamientos que tenía disponibles en su casa en Cock Lane, al norte de la calle Sepulchre. La casa de tres pisos estaba en una zona respetable pero en declive; compuesta por una casa por piso y conectadas por una escalera en forma de caracol. Poco después de que el Sr. y la Sra. Kent (como ellos se llamaban entre sí) se mudaran, Kent le prestó a Parsons 12 guineas, que serían reembolsadas a razón de una guinea por mes.
Mientras Kent se encontraba fuera de la ciudad por una boda, los reportes de los extraños sonidos comenzaron. Parsons tenía una esposa y dos hijas; la mayor, Elizabeth, fue descrita como una “ingeniosa niña de alrededor de 11 años”. Kent le pidió a Elizabeth que se quedara con Fanny, quien se encontraba en un estado avanzado de embarazo, y que durmiera junto a ella mientras él se encontraba fuera. Las dos reportaron haber escuchado sonidos de rasguños y golpes. El Sr. Parsons atribuyó los sonidos al zapatero del vecindario, cuyos sonidos eran conocidos por escucharse los domingos. Fanny preguntó si el zapatero estaba trabajando ese día, el señor Parsons dijo que no. James Franzen, propietario de la casa pública, fue otro testigo. Después de haber visitado la casa, reportó haber visto una blanca figura fantasmal subiendo las escaleras. Aterrado, regresó a casa donde Parsons después lo visitó afirmando haber visto también al fantasma.
Debido a que Fanny se encontraba en un estado avanzado de embarazo, Kent hizo los arreglos necesarios para que se mudaran a “Bartlet's Court” en Clerkenwell, pero debido a que en enero de 1760 la propiedad no estaba lista, se mudaron al apartamento de junto, con la intención de estar sólo temporalmente. El 25 de enero Fanny se enfermó. El doctor le diagnosticó que se encontraba en las primeras fases de una fiebre eruptiva, y concluyó junto con Kent que el alojamiento era inadecuado para alguien con un estado crítico de embarazo, mudándose esta vez a “Bartlet's Court”. Al siguiente día, el doctor regresó y conoció a su boticario. Ambos reconocieron que los síntomas que presentaba Fanny indicaban que padecía de viruela. Al oír eso, Fanny buscó un abogado para asegurarse que todo estaba arreglado y Kent heredaría su finca. Un conocido de Kent, el reverendo Stephen Aldrich de San John Clerkenwell, le aseguró a Fanny que todos sus pecados serían perdonados. Fanny murió el 2 de febrero.
Como el único responsable de la voluntad de Fanny, Kent compró el ataúd, pero temeroso de que fuera perseguido debido a que la naturaleza de su relación se volviera conocida, pidió que se mantuviera sin nombre, pero para registrar el entierro, forzado a tener que dar un nombre, dio el suyo. La familia de Fanny fue notificada y su hermana, Ann Lynes, que vivía cerca de la tienda Pall en Londres fue al funeral en San John. Cuando Ann se enteró de los términos de la voluntad de Fanny, los cuales le dejaban a ella y a sus hermanos la mitad de su dinero y a Kent el resto, la familia se sintió resentida por ello. Lo que heredó Kent incluía también parte de las tierras que Thomas, el hermano fallecido de Fanny, había dejado. Algunos problemas legales con los Lynes hicieron que cada uno de los beneficiarios de la herencia de Thomas debería pagar £45 en compensación, pero Kent rehusó alegando que ya había gastado el dinero para pagar las deudas de Fanny. 
En respuesta a esto, en octubre de 1761 Jhon Lynes, uno de los hermanos, comenzó algunos procedimientos legales en contra de Kent en la corte de Chancery. Mientras tanto Kent se volvió un corredor de bolsa y se volvió a casar en 1761.

## Manifestación fantasmal

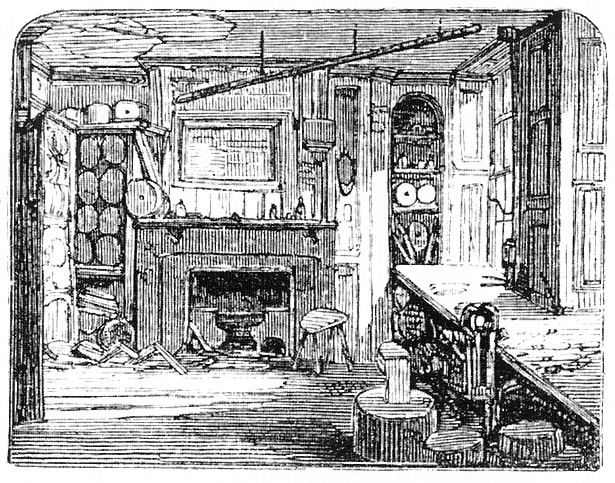
Una ilustración del donde las apariciones tuvieron lugar.

Siguiendo las mismas acciones del anterior propietario a quien Kent había dado dinero, Parsons no terminó de pagar la deuda que tenía con Kent. (3 guineas seguían sin ser reembolsadas), por lo que Kent le dio instrucciones a su abogado para proceder una demanda. Él consiguió recuperar la deuda para enero de 1762, justo cuando los misteriosos sonidos en Cock Lane comenzaron de nuevo. Catherine Friend se había mudado ahí poco después que la pareja se había ido y ella fue quien comenzó a escuchar los sonidos. Una vez que se volvieron regulares, no dejaron de ser escuchados. 
Aparentemente rodeaban a Elizabeth Parsons, quien sufría de ataques, haciendo oficial que la casa era regularmente molestada con sonidos inexplicables, comparándolos con el sonido de un gato rasgando una silla. Determinados a encontrar una explicación, el carpintero de los Parsons retiró el revestimiento alrededor de la cama de Elizabeth. Él se acercó a John Moore, asistente del predicador de San Sepulchre desde 1754 y rector de San Bartholomew en Smithfield, Londres desde junio de 1761. La presencia del fantasma, que presuntamente pertenecía a la hermana de Fanny, Elizabeth, se había estado escuchando en los momentos en que Fanny se encontraba en sus últimos días y los dos concluyeron que el espíritu que ahora molestaba la casa de los Parsons debía ser el de Fanny Lynes. La idea de que el espíritu de una persona pudiera regresar de entre los muertos era una creencia arraigada, y la supuesta presencia de los dos espíritus que no descansaban en paz fue para ambos hombres un signo de que los dos fantasmas habían regresado porque tenían un mensaje pendiente que dar.
Parsons y Moore encontraron un método de comunicación. Un golpe significaba que sí, dos que no. Usando este sistema, el fantasma aparentaba acusar que su muerte se debía a un asesinato. Se concluyó que la misteriosa figura que había aterrado a James Frazen era el fantasma de Elizabeth, el cual quería prevenir a su hermana que su muerte se acercaba. Como el primer fantasma había desaparecido, los cargos contra Kent acerca de que él había asesinado a Elizabeth Lynes nunca se llevaron a cabo. Después de que se le cuestionó al fantasma la razón de su muerte, si era cierto que había fallecido debido a la viruela, el fantasma parecía alertar de que lo que la había matado fue debido a un envenenamiento con arsénico. La toxina mortal presuntamente había sido administrada por Kent dos horas antes del fallecimiento de Fanny y ahora, supuestamente, su fantasma buscaba justicia. Moore había escuchado de Parsons cómo Kent había presionado por la deuda que le debía, así como también había escuchado de Ann Lynes acerca de que el ataúd estaba atornillado y por esa razón no pudo ver el cadáver de su hermana. Moore pensó que el cuerpo de Fanny podría no mostrar ningún signo de viruela y que Kent había decidido ocultar el cuerpo para que nadie fuese testigo acerca de la verdadera causa de su muerte. Como clérigo con ligeras inclinaciones hacia el metodismo, decidió confiar en el fantasma y pidió ayuda al reverendo Thomas Broughton, un reciente metodista. Broughton visitó Cock Lane el 5 de enero y se convenció de que el fantasma era real. La historia se esparció por todo Londres y el “The public Ledger”, periódico de aquella época, comenzó a publicar detalles acerca del fenómeno y Kent fue puesto como sospechoso de asesinato.

## Sesiones de espiritismo (séanse)
Después de leer las acusaciones contra él en el “Public Ledger”, Kent estaba determinado a limpiar su nombre, y acompañado de un testigo fue a ver a John Moore. El metodista le mostró a Kent la lista de preguntas que se le habían hecho al fantasma. Una de ellas involucraba el estado civil que William Kent y Fanny tenían, lo que provocó a Kent aclarar que nunca se habían casado. Moore le dijo que él no creía que Kent fuese un asesino, pero que sí creía que existía la presencia de un espíritu, indicando que era “algo tan oscuro que solo yendo a la casa de los Parsons podrían atestiguar y convencerse de que existía”.
El 11 de enero Kent consiguió la ayuda de dos médicos que habían ayudado a Fanny en sus últimos días y junto con el reverendo Broughton, fueron a Cock Lane. 
En la planta superior se encontraba Elizabeth Parsons desvestida en público y con la ayuda de su hermana menor, se metió en la cama. La audiencia se sentó alrededor de la cama que se encontraba en el centro del cuarto. Fueron advertidos de que el fantasma era sensible a los incrédulos y que debían tenerle respeto. Cuando la sesión comenzó, una familiar de los Parsons, Mary Frazer, corrió alrededor de la habitación gritando “¿Fanny, Fanny, por qué no vienes? Ven, reza Fanny, ven; ¡querida Fanny, ven!”. Cuando nada ocurrió, Moore le dijo al público que no aparecería hasta que guardaran silencio, pidió al grupo que se saliera ya que trataría de contactar al fantasma estampando su pie. Después de diez minutos, se le dijo al grupo que el fantasma había regresado y que podían entrar al cuarto. Moore entonces comenzó a leer la lista de preguntas que había realizado en conjunto él y el señor Parsons:
Un golpe era (sí) y dos golpes significaba (no)
”¿Eres la esposa del Sr. Kent?"  — Dos golpes
”¿Falleciste de manera natural?"  — Dos golpes
”¿Por envenenamiento?"  —Un golpe
”¿Alguna otra persona que no fuese el Sr. Kent lo administró?"  —Dos golpes

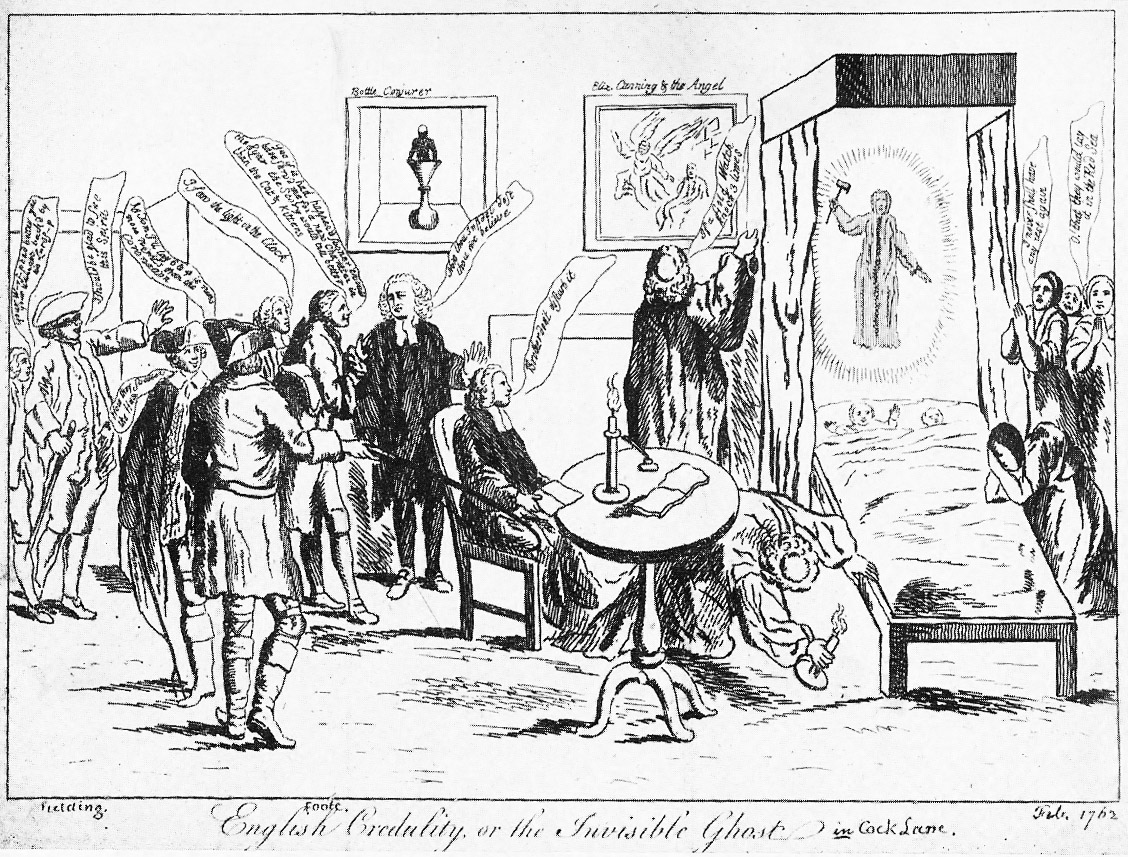
Credulidad inglesa o el fantasma invisible (1762). El artista es desconocido, pero pudo haber sido de Oliver Goldsmith.

Después de más preguntas, un miembro de la audiencia dijo: “Kent, pregúntale al fantasma si terminarás en la horca”. Kent lo preguntó y la pregunta fue contestada con un golpe. Kent exclamó: “Tú eres un espíritu mentiroso y no eres el espíritu de mi Fanny. Ella nunca diría algo así”.
El interés del público creció cuando se descubrió que el fantasma parecía seguir a Elizabeth Parsons. Ella fue llevada a la casa de un Sr. Bray, donde el 14 de enero, en presencia de dos nobles no identificados, se escucharon más sonidos de golpes.  Días después, Elizabeth regresó a Cock Lane, donde se realizó otra sesión de espiritismo. Esta vez se encontraban en la sesión Kent, el boticario, un miembro de la parroquia local, y el reverendo de San John Clerkenwell, Stephen Aldrich. En esa ocasión, cuando el clérigo usó una vela para mirar debajo de la cama, el fantasma rehusó responder, Frazer dijo que “ella (el fantasma) no quería luz”. Después de unos minutos de silencio, las preguntas continuaron, pero cuando Moore preguntó si el fantasma podía aparecer en el tribunal y hablar en contra de Kent, Frazer rehusó responder la pregunta.
En la temporada en la que William y Fanny vivieron en Cock Lane contrataron a una criada llamada Esther “Carrots” Carslisle (Carrots significa zanahoria en español y fue apodada así debido a su cabello pelirrojo). Carrots se había mudado debido a un nuevo trabajo y no sabía nada acerca de la aparición fantasmal, pero cuando Moore estaba en busca de evidencia acerca del envenenamiento de Fanny, él fue a buscarla. Carrots le dijo que días antes de fallecer Fanny había sido incapaz de hablar. Moore la invitó a la sesión de espiritismo del 19 de enero. Una vez ahí, se le preguntó que confirmara si Fanny había sido envenenada; Carrots mantuvo su postura de que Fanny no le había dicho nada a ella, y dijo al grupo que William y Fanny eran “una pareja amorosa, y vivieron muy felices juntos”. Kent llegó tarde esa noche, esta vez acompañado de James Franzen y los reverendos William Dodd y Thomas Broughton. Frazer comenzó con su introducción habitual antes de que Moore lo mandara afuera, aparentemente por su irritado comportamiento. Le pidió a la audiencia de alrededor de 20 personas que se salieran de la habitación, dejándolos entrar minutos después. Esta vez la sesión se centró en Carrots, quién se dirigió al espíritu directamente:
”¿Es usted mi ama?" — Un golpe, seguido de rasguños en la madera
”¿Está enojada conmigo, mi señora?" — Un golpe
”Entonces estoy segura, mi señora, usted debe estar avergonzada de sí misma por estar enojada conmigo a pesar de que nunca le hice daño" 
Y así, la sesión se dio por terminada. Frazer y Frazen permanecieron solos en la habitación, reportando después que estaban muy aterrados como para moverse. Frazer preguntó si podía rezar y se enojó cuando aparentemente no podía. La sesión terminó y Frazen regresó a su casa, donde él y su esposa reportaron que un fantasma había estado golpeando en su alcoba.

## Investigación
El 20 de enero otra sesión se llevó a cabo, esta vez en la casa del señor Bruin, en la esquina cercana a Hosier Lane. Entre todos los que se encontraban en la sesión, se encontraba un hombre “extremadamente deseoso de detectar el fraude y descubrir la verdad del asunto” que después mandó su versión de la historia al “London Chronicle”. Bruin llegó al grupo de la sesión donde se incluía al reverendo James Penn de Sr. Anne y la calle Agnes en Aldersgate. Dentro de la casa, un miembro del grupo se puso contra la cama, pero uno de los asistentes del fantasma le dijo que se moviera. Él se negó y después de una breve discusión, el simpatizante se fue. El caballero le preguntó al señor Parsons si permitiría que su hija fuera trasladada a un cuarto de su casa, pero este se negó. Durante parte de la noche en la que el fantasma no hizo acto de presencia, Elizabeth lucía agitada y con signos de convulsiones.  Cuando se le preguntó, ella afirmó haber visto al fantasma, pero que no se asustaba del espíritu. Para ese momento, muchos ya se habían ido, pero para las 7 de la mañana del día siguiente, los golpes comenzaron de nuevo, después de las mismas preguntas sobre su muerte y quién era el responsable, preguntas acerca de dónde se encontraba su cuerpo apuntaron a que este estaba en las bóvedas de San Juan.

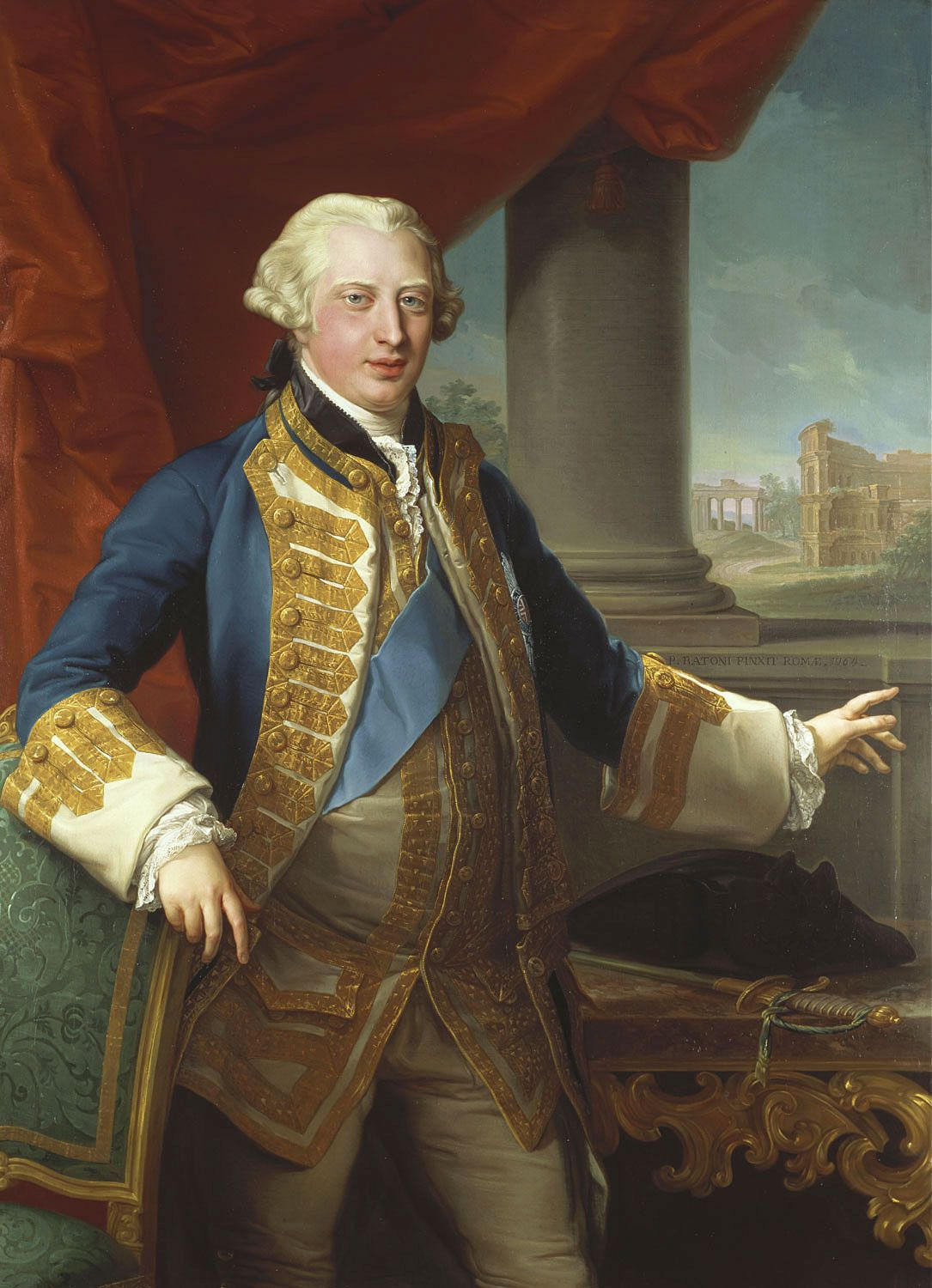
Principe Edward, duque de York y Albany, estuvo en la sesión el 30 de enero de 1762.

Parsons estuvo de acuerdo en trasladar a su hija a la casa del reverendo Aldrich para investigaciones más profundas el 22 de enero, pero cuando esa mañana Penn y el hombre de “la verdad y la fortuna” llamaron a Parsons y preguntaron por Elizabeth, el empleado le dijo que ella no estaba ahí y se negó a revelar su paradero. Parsons había hablado con sus amigos y aparentemente estaba preocupado de que Kent estuviera ocupado haciendo sus propias averiguaciones.
En su lugar, Parsons permitió que Elizabeth fuera trasladada al hospital de San Bartholomew, donde otra sesión espiritista se llevó a cabo. Nada fue reportado hasta las 6 de la mañana, donde tres rasguños fueron escuchados, aparentemente cuando Elizabeth se encontraba dormida. La audiencia de aproximadamente 20 personas se quejó de que lo que había sucedió fue decepcionante. Una vez que Elizabeth se despertó, comenzó a llorar. En cuanto se aseguraron que se encontraba a salvo, ella admitió que le temía a su padre, y admitió que aunque aparentaba estar dormida, se encontraba despierta y al tanto de lo que hablaban sobre ella.

Aunque varias publicaciones en los periódicos aluden reflejar un poco sobre mí, soy el padre de la hija de la que toda la ciudad habla, y declaro en estos momentos que siempre he estado dispuesto a entregar mi hija hacia las manos de cualquier hombre cándido y razonable, requiriendo únicamente “seguridad” de un trato justo y gentil hacia mi hija; un tipo de hombre que ningún padre podría rechazar.

En un principio sólo el “Public Ledger” había reportado sobre el caso, pero una vez que supo que le estaban tomando interés y que había visitado el fantasma la casa del Sr. Bray el 14 de enero, la historia comenzó a aparecer en otros periódicos. 
En el “Crónica de San James” y el “Crónica de Londres” imprimieron reportes del 16 al 19 de enero (“CL” con un tono más escéptico), y “Correo vespertino de Lloyd” del 18 al 20 de enero. La historia se extendió por todo Londres y para la mitad de enero, cientos de personas se reunían afuera de la propiedad haciendo imposible el paso. Parsons comenzó a cobrar para que las personas “hablaran” con el fantasma el cual, según reportes, no decepcionó. Después de varias solicitudes para interceder, el señor Samuel Fludyer, alcalde de Londres, el 23 de enero que se acercó con Alderman Gosling, John Moore y Parsons. Luego de atender las sesiones y de no estar completamente convencido acerca del fantasma, rehusó arrestar a Kent o a Parsons (con cargos de asesino o de conspiración respectivamente).

## Revelación

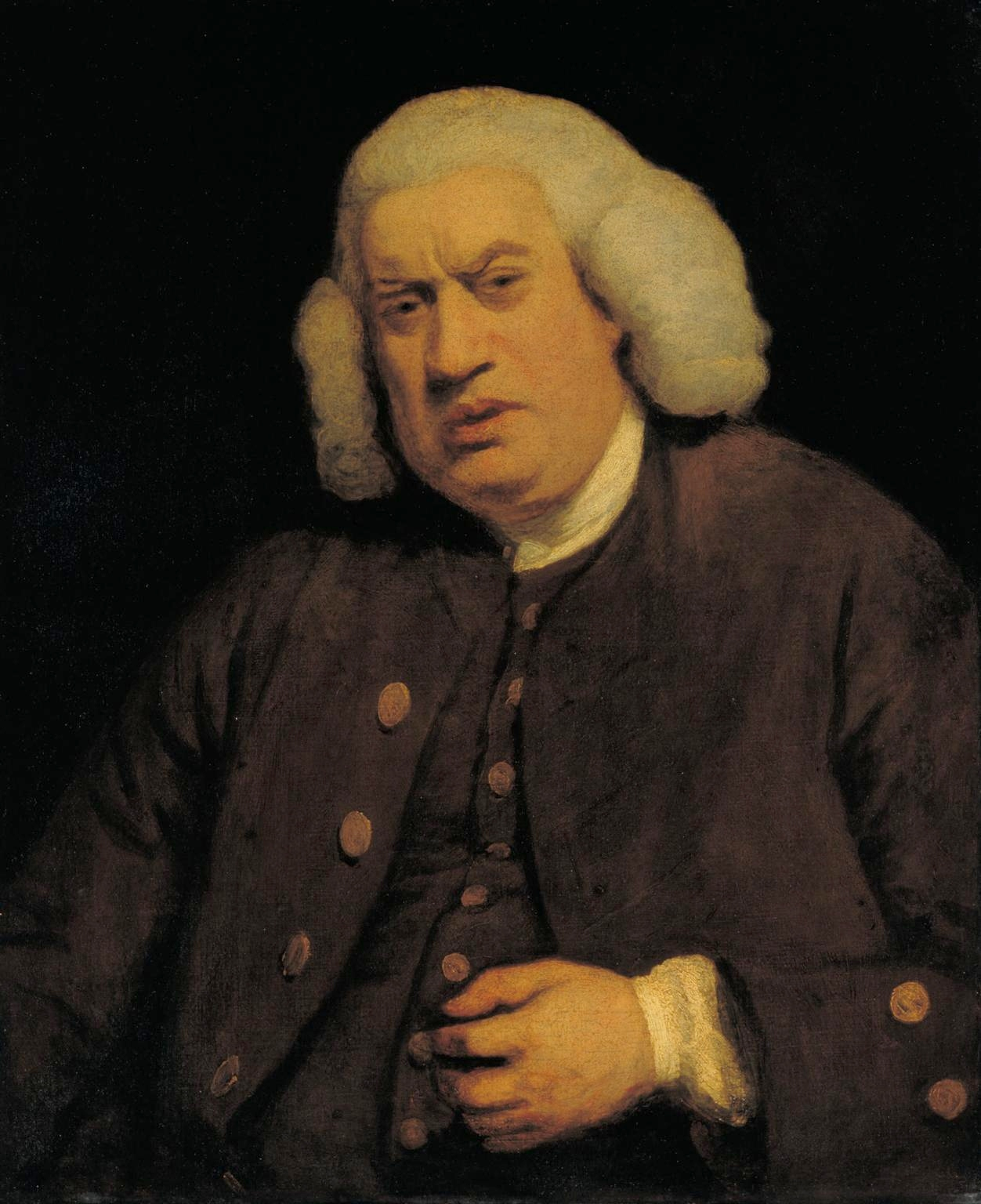
Un comité cuyos miembros incluían al Dr. Samuel Johnson concluyeron que la supuesta aparición era un fraude.

Con ayuda del señor Dartmouth se comenzaron a juntar las piezas acerca de quiénes estaban involucrados en su investigación. Escogieron a la comadrona de un local, al crítico y controvertido Bishop y al Dr. George Macaulay. El capitán Wilkinson fue incluido también en el comité; él había atendido una sesión armado con una pistola y un palo. Usó el primero y apuntó al lugar donde provenían los golpes; el segundo lo utilizó para escapar (el fantasma se había mantenido en silencio en esa ocasión). James Penn y John Moore estuvieron también en el comité, pero su miembro más destacado fue el Dr. Samuel Johnson, quién documentó la sesión que se llevó a cabo el 1 de febrero de 1762:

En la noche del primero de febrero muchos caballeros conocidos por su rango y su personalidad fueron, -debido a la invitación del reverendo el Sr. Aldrich de Clerkenwell- a una sesión espiritista montada en su casa. Los ruidos del lugar presuntamente fueron hechos por el espíritu de un difunto que busca que se haga la detección de un crimen. Sobre las 10 de la noche, los caballeros entraron al cuarto donde la niña, supuestamente molestada por el espíritu, y con mucha precaución, fue puesta en la cama por varias damas. Ellos se sentaron y esperaron más de una hora, y al no escuchar nada, fueron hacia la planta baja e interrogaron al padre de la niña, quien rehusó, en grandes términos, hablar sobre el conocimiento de creer o no en que es un fraude. 
El supuesto espíritu había prometido públicamente -al haber golpeado una vez, significando una afirmación- que después de que uno de los caballeros de la sesión fuera hacia la bóveda que se encontraba debajo de la iglesia de San John, Clerkenwell, donde su cuerpo estaba depositado, le daría una muestra de su presencia ahí con un golpe en la tumba. Era importante hacer el viaje para comprobar la existencia o la veracidad del supuesto espíritu. Mientras estaban deliberando, fueron convocados hacia la habitación de la niña por las damas que estaban cerca de la cama, quienes aseguraban haber escuchado golpes y rasguños. Cuando los caballeros entraron, la niña declaró que había sentido como si el espíritu hubiese pasado atrás de su espalda, así que pidió que sus manos las mantuvieran fuera de la cama. Durante todo ese tiempo, aunque al espíritu se le solicitó manifestar su existencia apareciendo, ya sea en la impresión de la mano o cuerpo de algún presente; a excepción de los golpes o arañazos, no hubo evidencia alguna de algún poder más allá del natural exhibiéndose en la sesión. El espíritu fue seriamente advertido que la persona a quien le había prometido que mostraría su existencia iría a la bóveda. El grupo se presentó a la 1 de la tarde en la iglesia, y el espíritu fue llamado para ejecutar su promesa, pero nada más allá del silencio fue escuchado. Interrogaron a la niña, pero ningún tipo de confesión salió de ella. Después de varias peticiones, la niña fue llevada a casa con su padre. Y esta, de cualquier manera, fue opinión de toda la asamblea, donde se deliberó que la niña estaba haciendo algún tipo de arte para la fabricación del sonido en particular, y que no había ningún tipo de organismo de cualquier causa superior.
 Samuel Johnson (1762)

Decepcionado de que el fantasma hubiese fallado en demostrar su existencia, Moore le dijo a Kent que creía que todo era un engaño y que le ayudaría a revelarlo. Kent le pidió admitir la verdad y que escribiera una declaración jurada acerca de lo que sabía, de tal manera en que se descubriría la verdad y la reputación de Kent quedaría restaurada, pero Moore rehusó, ya que aún creía que la presencia del espíritu era un recordatorio del pecado que había cometido.
La manera en la que Moore veía a la pareja era compartida por muchos, incluyendo a la señora Parsons, quienes creían que el supuesto fantasma de Elizabeth había desaprobado la nueva relación con su hermana.

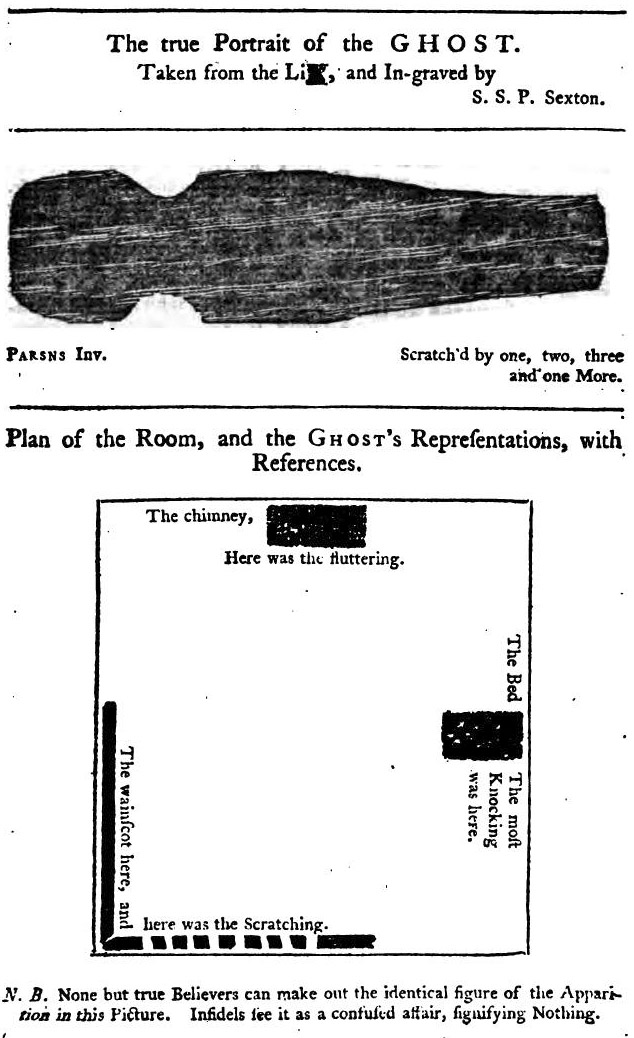
Pieza de madera usada por Elizabeth Parsons, y un mapa de la casa ilustrado en 1762.

Otra sesión se realizó el 3 de febrero, donde se llevó a cabo un debate acerca de la veracidad de los golpes. Para ese momento, los Parsons se encontraban en una difícil y seria situación, así que para probar que el fantasma no era falso, permitieron que su hija fuera examinada a la casa Strand, Londres, del 7 al 10 de febrero,  y a la casa “Covent Garden” el 14 de febrero. Ahí fue examinada de múltiples maneras, en las cuales pusieron a Elizabeth en una hamaca balanceándola de un lado a otro y con sus manos y pies extendidos. Como era de esperarse, los sonidos comenzaron, pero se detuvieron en el momento en que Elizabeth los había puesto fuera de la cama. Por dos noches el fantasma se mantuvo en silencio y Elizabeth fue advertida de que si no se escuchaban más ruidos para el 21 de febrero, ella y su padre serían enviados a la prisión de Newgate. Sus criadas entonces descubrieron un pedazo de madera de 6 por 4 pulgadas que ella mantenía oculto e informaron a los investigadores. Más ruidos fueron escuchados pero concluyeron que Elizabeth era la responsable de los sonidos y que había sido forzada por su padre para hacerlos. Poco después, Elizabeth fue llevada a su casa.
Para el 25 de febrero, un panfleto sobre al caso de Kent fue publicado con el título “misterio revelado”, escrito en su mayoría por Oliver Goldsmith.   Mientras tanto, Kent seguía intentando limpiar su nombre y el 25 de febrero fue a la bóveda de San John acompañado por Aldrich, el enterrador, el secretario y el párroco de Sexton. El grupo estaba allí para no dejar ninguna duda a lo publicado en el periódico, donde decía que el cuerpo de Fanny había sido retirado y fue por eso que el ataúd no había producido ningún sonido. El enterrador retiró la parte superior del ataúd exponiendo el cadáver de Fanny “y la vista tan impactante y horrible que fue". Para Moore esto había sido suficiente evidencia y publicó su reacción:

En defensa de la persona, cuya reputación ha sido atacada de maneras inimaginables por el supuesto fantasma en Cock Lane, para comprobar la credibilidad del débil; para defender los intentos de lo malicioso, y para prevenir imposiciones futuras, en cuestión a este absurdo fenómeno, yo certifico que aunque no fui capaz en el tiempo en que estuve presenciando las sesiones de descubrir cómo o de qué manera los ruidos y rasguños del supuesto fantasma eran “producidos”, aun así estoy convencido de que fueron realizados de manera ingeniosa y con artificios; y que yo estaba en un principio convencido de su veracidad. Desde el momento en que no he visto a la niña, ni he escuchado ruidos, y pienso en mí con el derecho de añadir, que la persona herida (acusada por el supuesto fantasma) él no ha, por su carácter, dado algún grado de por el cual sospechar, y que permaneció con total firmeza, la cual me persuade, y me hace pensar que su inocencia llegará un día a inspirar.
John Moore (1762)

No fue suficiente para mantenerlo fuera de las autoridades con cargos de conspiración, así como también a Richard Parsons, a la esposa de este, y a Richard James, un negociante.

## Juicio
El juicio hacia los cinco fue llevado a cabo en la sala del ayuntamiento en Londres el 10 de julio de 1762. Presidiendo el caso estaba el señor jefe de justicia de Inglaterra, William Murray. El proceso comenzó a las 10 de la mañana, y “debido a que William Kent fue acusado por la muerte de Frances Lynes al darle veneno que ella bebió antes de morir”. La corte estaba llena de espectadores que miraban cómo Kent daba evidencia hacia el jurado. Kent habló sobre su relación con Fanny y su resurrección como la “ruidosa Fanny” (llamada así debido a los sonidos de rasguños realizados por el “fantasma”).  James Frazen estaba a un lado del estrado, su historia corroborada por la criada Esther "Carrots" Carlisle, quien testificó ese día. Dr Cooper, quien había servido a Fanny en sus últimos días siempre creyó que los extraños sonidos en Cock Lane eran falsos, y su testimonio sobre la enfermedad de Fanny fue apoyado con lo dicho por el apotecario, James Jones. Algunos otros testigos describieron cómo el fraude había sido revelado, y Richard James fue acusado de ser el responsable de mucho del material publicado en “Public Ledger”.
Los testigos de la defensa incluían a algunos que habían cuidado a Elizabeth y que seguían creyendo en la existencia del fantasma. Otros testigos incluían al carpintero responsable de retirar el revestimiento de madera del apartamento de Parsons y Catherine Friend, quien para escapar de los sonidos había dejado la propiedad. Un testimonio de una testigo provocó las carcajadas del jurado, a lo que ella respondió: “les aseguro caballeros que no es un asunto de risa”. El reverendo Thomas Broughton fue también llamado, así como el reverendo Ross, uno de los que había interrogado al fantasma. El juez Murrey le preguntó: “¿Desconcertó al fantasma o el fantasma lo desconcertó a usted?”; John Moore tenía el apoyo de muchos estimados caballeros y le presentó a Murray una carta del arzobispo de Canterbury, Thomas Secker, buscando interceder a su favor. Murray puso la carta en su bolsillo sin haberla leído y dijo al tribunal que “era imposible que eso tuviera relación con la causa en cuestión”. Richard James y Richard Parsons también recibieron el apoyo de varios testigos, algunos que conocían del problema de bebida que tenía Parsons, le dijeron a la corte que no podían creer que él fuera culpable.
El juicio terminó a las 9:30 p. m., El juez tomó al menos 90 minutos en deliberar sobre el caso, y sólo tomó al jurado 15 minutos llegar al veredicto de culpabilidad de los 5 acusados. Después del lunes, otros dos responsables por difamar a Kent fueron encontrados culpables y multados con £50 a cada uno. Los conspiradores fueron traídos de vuelta el 22 de noviembre pero su sentencia fue retrasada en la esperanza de que podrían pagar por los daños ocasionados a Kent. Habiendo fallado en eso, regresaron el 26 de enero de 1763 y fueron encarcelados en la prisión del rey Bench hasta que el 11 de febrero, para el tiempo en que John Moore y Richard James habían aceptado pagar £588. Al siguiente día, el resto de los culpables fue sentenciado:

La corte escoge que el Sr. Kent, quién ha sido demasiado herido en esta ocasión, debería recibir alguna compensación de los atacantes“. De acuerdo con el clérigo, el negociante aceptó pagarle al Sr. Kent una suma alrededor de £500 y £600 para conseguir su perdón y olvidar el castigo tan severo. Parsons, por el tiempo en que estuvo mostrando y evidenciando su inocencia fue sentenciado a dos años de prisión. Estuvo en la picota 3 días; el 16 de marzo, 30 de marzo y el 8 de abril. En comparación con otros criminales, la muchedumbre lo trato de manera amable, recolectando dinero para él.
Registro anual, Vol. cxlii.  La revista del caballero, 1762, p. 43 and p. 339

## Legado

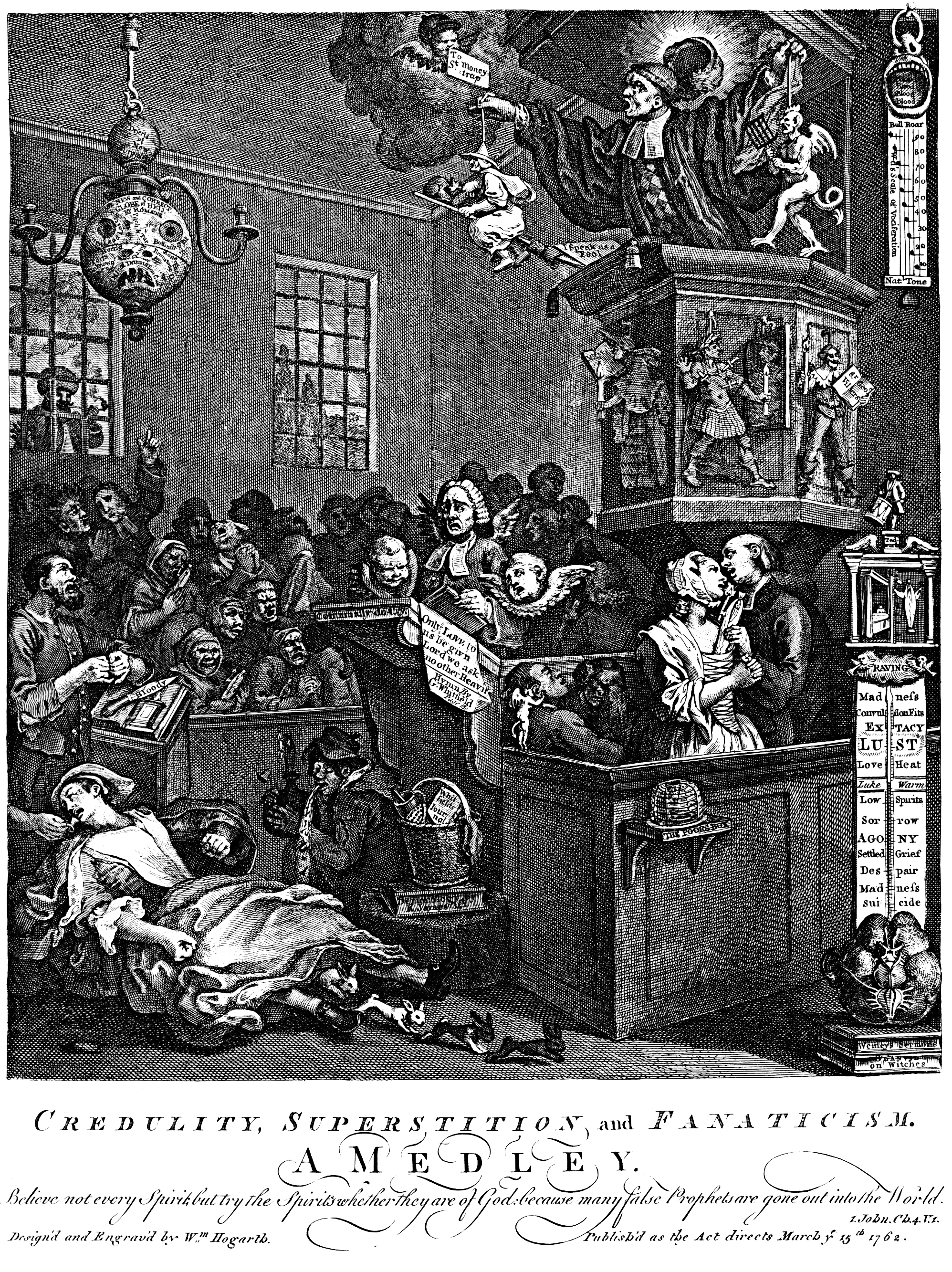
En la ilustración de William Hogarth's “credulidad, superstición y fanatismo”, el fantasma de Cock Lane es mostrado en la cima del termómetro, molestando a la chica que se encuentra en la cama.

El fantasma de Cock Lane estuvo en el centro de una controversia entre los religiosos contemporáneos metodistas y ortodoxos anglicanos. La creencia en espíritus del más allá es un requerimiento en muchas religiones y cada vez que un supuesto espíritu se manifestó en el mundo real, el evento era bendecido para los que tienen esas creencias. En su juventud, John Wesley había estado fuertemente influenciado por la supuesta aparición fantasmal y esas experiencias lo llevaron a la religión que fundó, la cual fue criticada por su posición sobre la brujería y la magia. El metodismo, aunque lejos de ser una religión unida, se volvió un sinónimo de creencia en lo sobrenatural. Algunos de sus seguidores habían mostrado más credibilidad hacia el fantasma de Cock Lane que los establecidos anglicanos, quienes consideraban esas cosas como reliquias de la anterior religión católica. Ese punto de vista hizo que hubiera un conflicto entre el metodista John Moore y el anglicano Stephen Aldrich. En sus memorias en 1845, Horace Walpole, quien había asistido a una de las sesiones, acusó a los metodistas de trabajar en activo para establecer la existencia de los fantasmas, e incluso describió la constante presencia del clérigo metodista cerca de Elizabeth Parsons, acción que podía implicar que la iglesia podría haber está recompensando al padre de la niña por sus problemas.
Samuel Johnson estaba comprometido con su fe cristiana y compartió sus opiniones con el autor Joseph Glanvill, quién en su trabajo realizado en 1681 “Saducimus Triumphatus” escribió su preocupación sobre los avances en contra de la religión y creencia en la brujería por el ateísmo y el escepticismo. Para él, la idea de que no existe la vida después de la muerte era un pensamiento terrible, y aunque pensaba que los espíritus podían proteger y consolar a los que seguían vivos, él se mantenía distante de los metodistas crédulos, y reconoció que su religión requiere pruebas de la vida más allá de la muerte. En sus discusiones con su biógrafo James Boswell, dijo:

Señor, hago una distinción entre lo que un hombre puede experimentar y la mera divagación en su imaginación, y lo que la imaginación no podría posiblemente producir. Esto, supone que yo debería pensar que veía una forma, escuchaba una voz llorando, “Johnson, usted es un hombre muy malo y si no os convertís, seréis castigado” mi propia dignidad está profundamente impresionada y yo podría imaginar que quizás oí o vi, y tal vez no debería creer que una comunicación externa se había comunicado conmigo. Pero si una forma apareciese, y una voz me dice que un hombre en particular ha muerto en un lugar en particular, a una hora establecida, un hecho del cual no tengo ningún conocimiento, con todas sus circunstancias, debería después preguntársele. Debería, en ese caso, ser persuadido de que tenía una inteligencia sobrenatural en mí.

El rol de Johnson para relevar la naturaleza del fraude no fue suficiente para evitar que el satírico Charles Churchill se burlara de su credulidad con su trabajo de 1762 “El fantasma”.  Representaba la falta de entusiasmo en su escritura y con el carácter “pomposo”, escrito como uno de los más crédulos investigadores de fantasmas, usó la sátira para sobresaltar “el rasgo de superstición” en el asunto. Churchill se burló de nuevo por su retraso al realizar “las obras de William Shakespeare”.
Oliver Goldsmith había publicado en febrero de 1762 “el misterio revelado” y también fue el responsable de la ilustración satírica “credibilidad inglesa o el fantasma invisible” (1762). Muestra la sesión como la vio el artista, con el fantasma sobre las cabezas de dos niños postrados en la cama. A la derecha de la cama una mujer rezando exclama: “¡Oh, ellos podrían estar acostados en el mar rojo!” otro llora diciendo: “no descansaré de nuevo”. El magistrado inglés y reformador social John Fielding, quien era ciego, es dibujado en la parte izquierda diciendo "me gustaría ver al espíritu". Un hombre de grandes botas, látigo en mano, dice: “Ay Tom, estaré acostado más noches que en la coronación" y su compañía remarcaba “cómo ellos se tragaban los rumores”. Un clérigo decía que “vio la luz en el reloj” mientras otro se preguntaba: “¿ahora los infieles lo creerán?”, haciendo que su vecino respondiera "Sí si hubiera pasado antes podría servirme para un personaje de mentiroso en la historia que sería mejor que “el gato y los gatitos”".  Otro clérigo exclamaba: “si, el reloj de oro suena tres veces” y un cura le pide “no molestarlo”. En la pared, la imagen de “la botella ilusionista” y junto a ésta la imagen de Elizabeth Canning, cuyo fraude había preocupado tanto a Samuel Fludyer que se había preocupado de arrestar a Parsons o a Kent.
El dramaturgo David Garrick dedicó su más grande éxito “el regreso del granjero” al artista satírico William Hogarth. La historia se centra en un granjero que habla de su familia sobre una charla que tuvo con la señorita Fanny. Hogarth hizo sus propias observaciones sobre el fantasma de Cock Lane, con obvias referencias a la “credulidad, superstición y fanatismo” (1762). Esta ilustración busca atacar a los ministros metodistas, uno de los cuales se ve que es un "fantasma" metido en el corpiño de una joven. Volvió a atacar los metodistas en 'The Times, placa 2 (1762-1763), la colocación de una imagen de Thomas Secker (que había tratado de intervenir en nombre de los metodistas) detrás del fantasma Cock Lane, y poniendo al fantasma en la misma picota que el político radical John Wilkes, lo cual implicaba una conexión entre la demagogia alrededor de los metodistas y los Tory. La impresión enfureció al obispo William Warburton, quien escribió:

He visto la impresión de Hogarth titulada “fantasma”. Es una horrible composición de lasciva obscenidad y blasfemias que me han hecho detestar al artista y perder cualquier estima que le tenía al hombre. Lo mejor es que las peores partes de la pintura no serán entendidas por la mayoría de la gente.

El autor del siglo XIX, Charles Dickens –cuya niñera Mary Weller fue de gran influencia para su fascinación con los fantasmas en su niñez— hizo una referencia al fantasma de Cock Lane en muchos de sus libros.  Uno de los personajes principales en la novela Nicholas Nickleby y que aportaba comedia a la historia era la señora Nickleby, que presumía que su abuelo “había ido a la escuela con el fantasma de Cock Lane”. Dickens también menciona brevemente al fantasma en su libro “historia de dos ciudades” y en Dombey e hijo.
De acuerdo a referencias de 1965, la propiedad donde estaba ubicada la casa de Parsons corresponde a la dirección que en la actualidad es la calle 20 Cock Lane. Se cree que la casa fue construida en el siglo XVII y fue demolida en 1979.

## Libros
- Churchill, Charles (1762). The Ghost. Londres: Impreso por el autor y vendido por William Flexney.